# Емма Джонстон
Емма Джонстон (англ. Emma Johnston) (нар. 1973) — австралійська вчена у галузі морської біології, популяризаторка науки, професор, дійсний член Австралійської академії наук (2022), офіцер Ордена Австралії (2018), лауреатка Медалі Кларка (2018), проректор з наукової роботи Університету Сіднея.

## Життєпис
У 1998 році закінчила Університет Мельбурна, там само отримала ступінь доктора філософії з морської екології у 2002 році. З 2001 року працювала в Університеті Нового Південного Уельсу, зокрема на посаді проректора з наукової роботи. Згодом перейшла в Університет Сіднея.

## Дослідження
Перші дослідження були присвячені вивченню токсичного впливу міді та інших забруднювачів на морських сидячих тварин (мохуватки, кнідарії, губки, асцидії, поліхети, ракоподібні, двостулкові молюски тощо). Також вивчала вплив чужорідних видів безхребетних на морські екосистеми, механізми інвазій та біологію цих видів (наприклад, поліхети Sabella spallanzanii). Згодом очолювала комплексні дослідження щодо зміни морських екосистем та дослідження щодо різноманітних аспектів морської біології. Зокрема очолювала дослідження щодо обростання морськими організмами технічних споруд і засобів боротьби з цим явищем.
Станом на травень 2024 року має 198 публікацій індексованих у Scopus, індекс Гірша яких складає 49.